# ラ・ロッシュ＝カニヤック
ラ・ロッシュ＝カニヤック （La Roche-Canillac、オック語:La Ròcha Canilhac）は、フランス、ヌーヴェル＝アキテーヌ地域圏、コレーズ県のコミューン。

## 概要
中央高地にあるコミューンで、ドルドーニュ川の支流、ドゥーストル川が流れる。

## 人口統計
| 1962年 | 1968年 | 1975年 | 1982年 | 1990年 | 1999年 | 2006年 | 2011年 |
| ------ | ------ | ------ | ------ | ------ | ------ | ------ | ------ |
| 315    | 282    | 214    | 185    | 186    | 164    | 178    | 156    |

参照元:1999年までEHESS、2004年以降INSEE